# Joseph Beaume

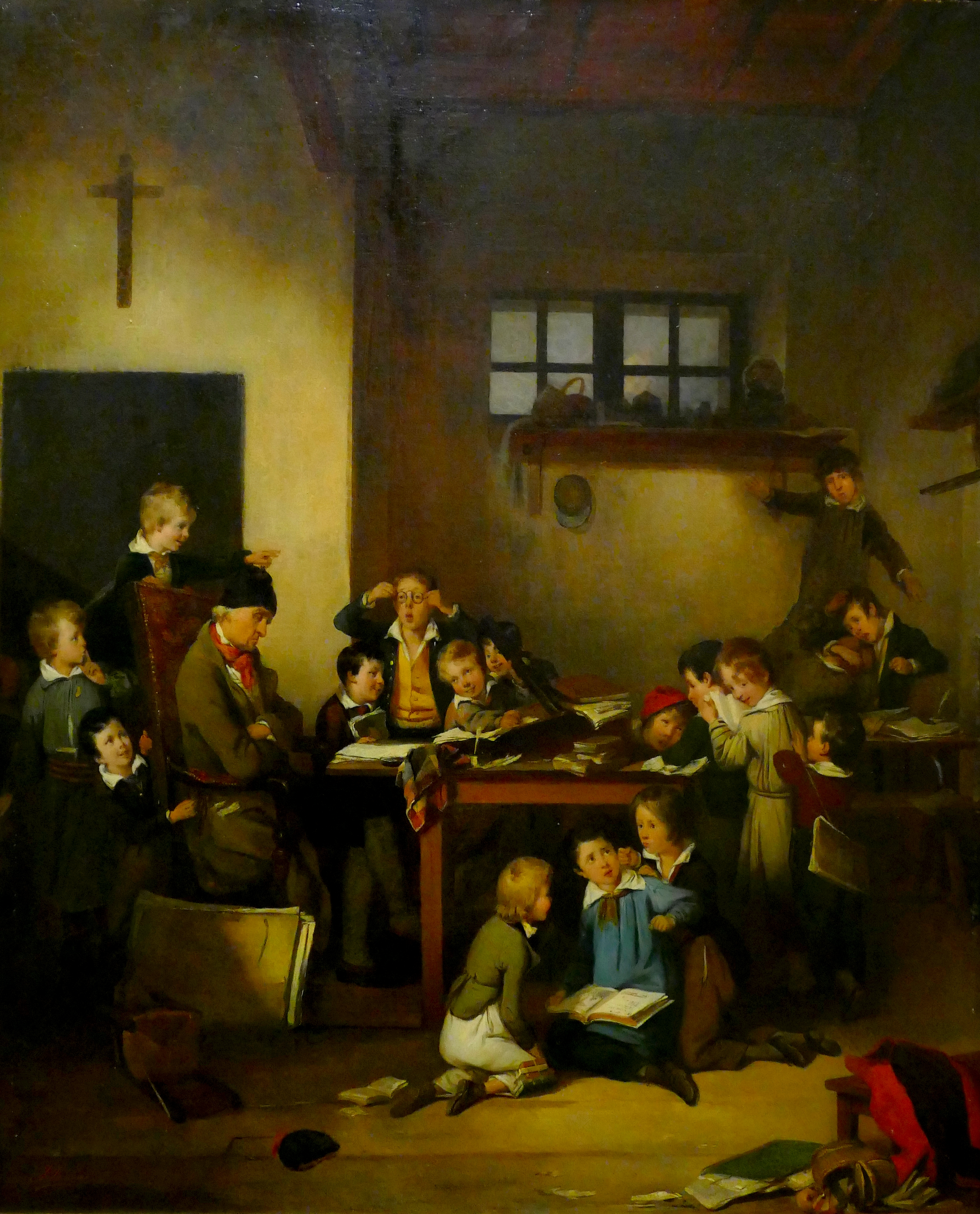
Der schlafende Schullehrer, Musée national de l'Éducation, Rouen

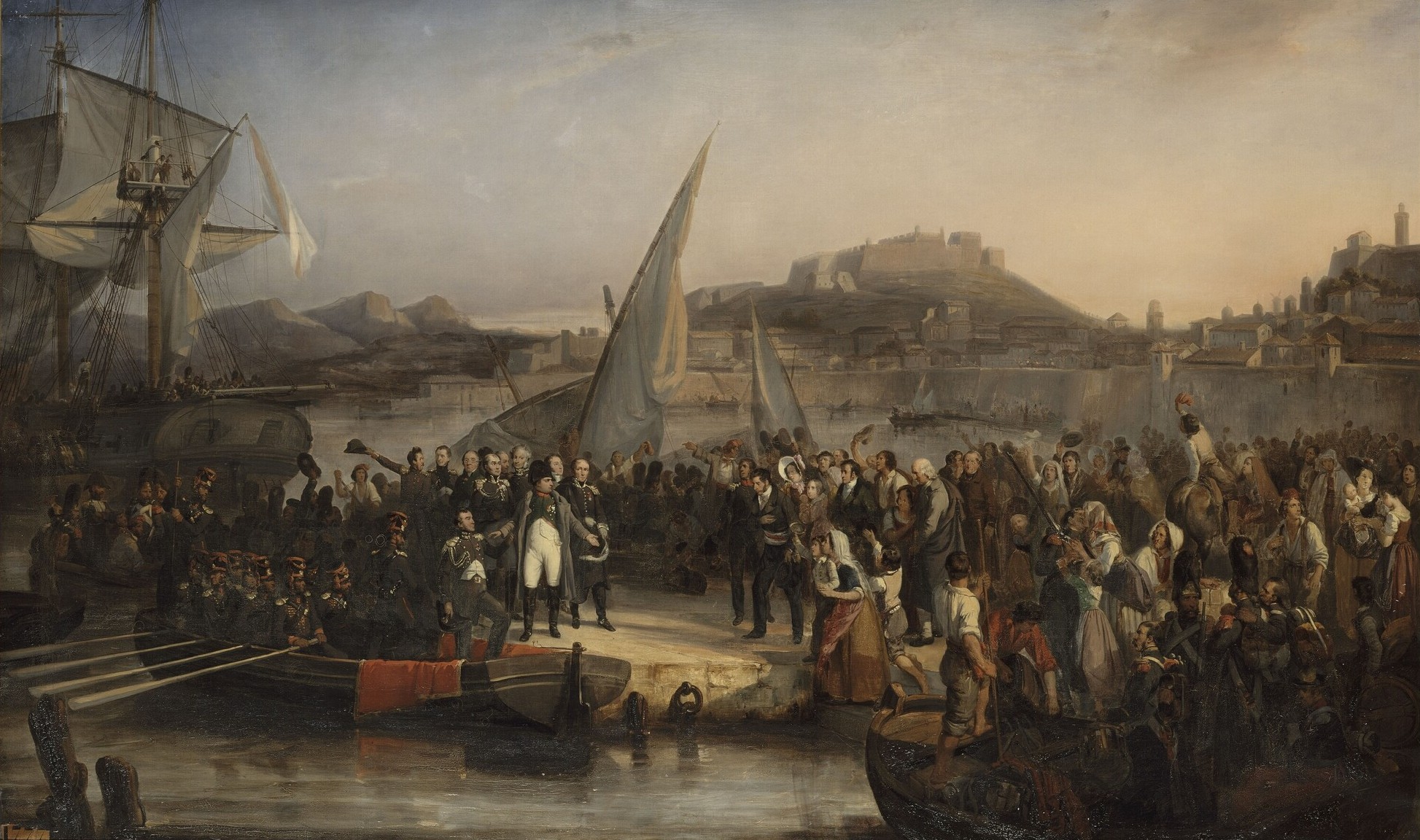
Beaume: Napoleon verlässt Elba. Öl auf Leinwand, 1836

Joseph Beaume (* 24. September 1796 in Marseille; † 10. September 1885 in Paris) war ein französischer Maler.
Nach einer Lehre bei Antoine-Jean Gros war er erstmals 1819 im Salon de Paris vertreten, und zwar mit einer biblischen Szene: Naftali und Rachel. Seither nahm er an beinahe sämtlichen offiziellen Ausstellungen in Paris teil. 1836 wurde er zum Ritter der Ehrenlegion ernannt. Er starb 1885 und wurde auf dem Friedhof Père-Lachaise begraben.
Joseph Beaume malte vor allem Historienbilder. Drei davon befinden sich im Musée national du Château de Versailles im Schloss Versailles und sind wahrscheinlich extra für dieses Museum gemalt. Zudem ist er für seine zahlreichen Genrebilder bekannt.